# جولین ریکو
جولین ریکو (انگلیسی: Julien Ricaud؛ زادهٔ ۲۸ ژانویهٔ ۱۹۸۵) بازیکن فوتبال اهل فرانسه است.